# Carl Sentance

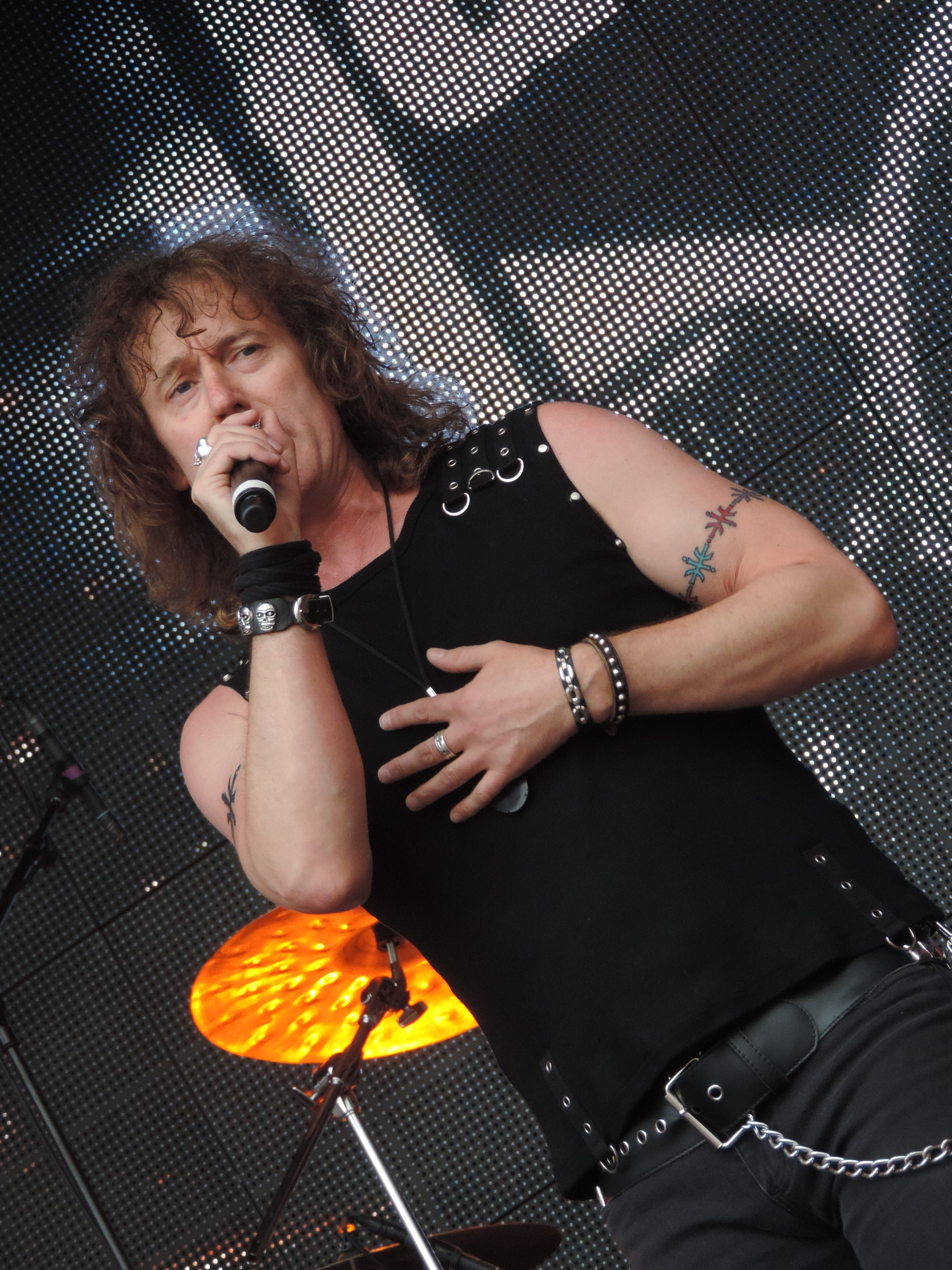
Carl Sentance (2016)

Carl Sentance (* 28. Juni 1961 in Cardiff, Wales) ist ein britischer Rocksänger, der seit 2015 Frontmann der schottischen Hardrock-Band Nazareth ist.

## Leben
Mit 14 begann er mit seiner ersten Band Leading Star Musik zu machen und spielte dort von 1975 bis 1978 Gitarre und sang. Nachdem er in mehreren lokalen Bands mitgewirkt hatte, ersetzte er 1980 John Deverill als Sänger in der NWoBHM Band Persian Risk. 1983 landete die Band mit dem Song Ridin’ High, erschienen unter dem NWoBHM Plattenlabel Neat Records, ihren ersten Hit. 1984 verließ Phil Campbell die Band, um sich Motörhead anzuschließen. 1984 tourte Persian Risk mit Motörhead durch Großbritannien und trat im englischen Fernsehen auf, 1986 erschien das erste Album Rise up.
Im selben Jahr erhielt Carl Sentance das Angebot, mit Tokyo Blade als Vorband von Blue Öyster Cult durch Europa zu touren. Die Tour verlief erfolgreich, und Sentance erhielt ein Angebot von dem Manager Smallwood Tailor, bei Geezer Butler als Leadsänger in dessen Soloprojekt Geezer Butler Band einzusteigen. Die Zusammenarbeit dauerte von 1986 bis 1988 an und es entstanden Demo-Songs, Videos und diverse Bootlegs, es kam aber kein Plattenvertrag zustande. 1989 schloss sich Geezer Butler Ozzy Osbourne an, und die Band löste sich auf. Sentance verließ die Geezer Butler Band bereits 1988, um sich der walisischen Band Monroe anzuschließen, die einen Plattenvertrag mit einem Label in Deutschland hatte.
Seine Zeit bei Monroe war sehr kurz, nach drei Monaten und Demoaufnahmen kehrte Carl nach Cardiff zurück und gründete dort die Band Tokio Rose. Trotz einer guten Zeit mit Tokio Rose war Carl weiterhin auf der Suche nach der passenden Band, was ihn 1989, nach unter anderem auch einem erfolglosen Vorsingen für Marillion, zu dem Bandprojekt Ghost des walisischen Ex-UFO-Gitarristen Paul Chapman nach Florida, USA, brachte. Von 1990 bis 1992 entstanden Demo-Songs und Videos, doch der musikalische Trend in den USA Anfang der 1990er war vor allem Grunge, und es kam wieder kein Plattenvertrag zustande. Carl versuchte an den Erfolg von Persian Risk anzuschließen und gründete 1992 in Orlando, Florida, die Band Persian Risk U.S.A. Doch auch für diese Band schien Ort und Zeitpunkt nicht günstig zu sein.
1995 musste Carl wegen Management- und Immigrationsproblemen nach Großbritannien zurückkehren. Von 1995 bis 1999 sang er Hauptrollen in Musicals wie den Judas in Jesus Christ Super Star oder Sky in Guys and Dolls.
1999 wurde er Leadsänger der Schweizer Hardrockband Krokus, mit der er im gleichen Jahr das Album Round 13 aufnahm und mehrere Konzertauftritte absolvierte, unter anderem bei den renommierten deutschen Heavy-Metal-Festivals Bang Your Head, Wacken Open Air sowie als Vorband von AC/DC in Basel. 2002 allerdings kehrte Mark Storace als Frontmann zu Krokus zurück. 2005 und 2006 wirkt Carl Sentance bei der Whole Lotta Metal Tour mit, und sang bei der CD Dinosaurs (2006) von Power Projekt, einem Projekt von Dio- und Black-Sabbath-Schlagzeuger Vinny Appice, Bassist Jeff Pilson und Gitarrist Carlos Cavazo.
Im Jahr 2006 fragt ihn der Deep-Purple-Keyboarder Don Airey, ob er als Leadsänger bei dessen Soloprojekt Don Airey and friends bei Konzerten in Österreich dabei sein wolle. Die beiden harmonierten gut, was sich in zwei gemeinsamen Songs für Aireys zweites Soloalbum A Light in the Sky (2007: Shooting Star, Endless Night) und dessen Beteiligung an sieben Songs von Carl Sentances erstem Soloalbum Mind Doctor (2008/2009) niederschlug. Neben Don Airey an den Keyboards arbeitete Carl bei seiner Solo-CD mit den Musikern Harry James (Schlagzeug) und Chris Childs (Bass) von Thunder zusammen. Während der Aufnahmen zu Mind Doctor verlor Carl Sentance seine Stimme, doch dank Sprechtherapie und Gesangsstunden kehrte sie nach einem Jahr vollständig zurück und die Aufnahmen für das erste Soloalbum konnten abgeschlossen werden. Mind Doctor wurde von der Kritik positiv aufgenommen. Die Zusammenarbeit mit Don Airey setzte sich produktiv fort, Don Airey and friends tourten mit A Light in the Sky 2009 durch Europa, 2011 erschien Don Aireys dritte Solo-LP All out, an der Carl Sentance als Songwriter und Leadsänger an fünf Songs (The Way I feel Inside, People In Your Head, Running from the Shadows, Wrath of Thor, Tobruk) beteiligt war. Don Aireys viertes Soloalbum Keyed Up, bei dem Carl Sentance an sechs Songs als Songwriter und Sänger mitgewirkt hat (3 in the Morning, Beat the Retreat, Solomons Song, Claire d'Loon, Flight of Inspiration, Grace) erschien im Februar 2014.
Parallel zu seiner Zusammenarbeit mit Don Airey and Friends tritt Carl seit 2012 mit der Rock-Cover-Show The Classic Rock Show auf.
Der Erfolg mit Persian Risk Anfang der 1980er Jahre und der Gedanke, was aus der Band geworden wäre, wenn sie zusammengeblieben wären, bewog Carl Sentance zu dem Entschluss, die Band 2012 wiederzubeleben. Nachdem die ehemaligen Bandmitglieder der Originalband für einen zweiten Versuch nicht zu gewinnen waren, fand er in Howie G. (Gitarre), Jason Banks (Gitarre), Wayne Banks (Bass) und Tim Brown (Schlagzeug) neue Musikerkollegen für die Neuauflage von Persian Risk. Im Herbst 2012 erschien die Platte Once a King, die von der Kritik sehr positiv aufgenommen wurde. So gewann sie zum Beispiel den Dezember-Soundcheck 2012 des Webzines Powermetal.de. 2014 folgte das Album Who Am I.
2015 wurde er neuer Sänger der Band Nazareth. Er folgte auf Linton Osborn, der das Mikrofon 2014 vom Gründungsmitglied Dan McCafferty übernommen hatte. Das Album Tattooed on My Brain erschien 2018 über Frontiers Music.

## Diskografie
Solo
- 2009: Mind Doctor (Eigenproduktion)
- 2024: Silent Angels

Mit 2Bad
- 2016: Aiming High (Eigenproduktion)

Mit Don Airey
- 2008: A Light In the Sky (Album, Mascot Records)
- 2011: All Out (Album, Mascot Records)
- 2014: Keyed Up (Album, Mascot Records)
- 2018: One of a Kind (Album, Ear Music)

Mit Dario Mollo’s Crossbones
- 2016: Rock the Cradle (Album, Frontiers Music)

Mit Intelligent Music
- 2015: Intelligent Music Project III – Touching the Divine (Album, Intelligent Music)

Mit Krokus
- 1999: Round 13 (Album, Angel Air)

Mit Nazareth
- 2018: Tattooed on My Brain (Album, Frontiers Music)
- 2022: Surviving the law

Mit Persian Risk
- 1981: Calling for You (7’’, SRT)
- 1983: Ridin’ High (7’’, Neat Records)
- 1984: Too Different (12’’, Zebra Records)
- 1986: Rise Up (Album, Metal Masters)
- 2012: Once a King (Eigenproduktion)
- 2014: Who Am I (Album, Carlos Records)

Mit Power Project
- 2006: Dinosaurs (Album, Powerzone Records)

Mit Tredegar
- 1986: Same (Album, Aries)

Gastbeiträge
- 2017: Larger Than Life Tall dark Secrets von Fiction Syxx
- 2018: Traffic Night, It’s a Long Way, Secret Land auf Stay Tuned von Stay Tuned. A Project by Bernhard Welz
- 2018: World With No Tomorrow auf Commander in Pain von Schubert in Rock